# Friedrich Wilhelm Posadowski
Friedrich Wilhelm von Posadowski – pruski dyplomata żyjący w XVIII wieku.
Posadowscy byli znanym rodem na Śląsku. W latach 1495–1884 na samym tylko Śląsku (nie licząc Galicji, Moraw, Brandenburgii, Saksonii i Prus Wschodnich) byli właścicielami w ponad 100 miejscowościach w 28 powiatach.
Friedrich Wilhelm von Posadowski był pruskim ministrem w Saksonii. W 1720 wmieszał się w sprawy polskie i doprowadził do zerwania w tym roku sejmu. August II Mocny zażądał natychmiastowego odwołania go. Wysłał do Berlina specjalnego kuriera gen. Münnicha, który przywiózł stamtąd list Fryderyka Wilhelma I z poleceniem by Posadowski opuścił Polskę. Rozkaz ten przekazał Posadowskiemu kanclerz Szembek. Mimo napiętej sytuacji nie doszło do zerwania stosunków dyplomatycznych.
Podobny przypadek miał August III Sas, gdy w 1744 roku sejm zerwał Karl Friedrich Hoffmann.